# Tanais
Tanais (græsk: Tάναϊς) var en antik græsk koloni ved Don. Byen blev grundlagt af miletere ca. 500 år før Kristi fødsel [kilde mangler].
Floden Don kaldtes i oldtiden også for Tanais – de to navne er etymologisk forbundne.
| Historie | Spire Denne historieartikel er en spire som bør udbygges. Du er velkommen til at hjælpe Wikipedia ved at udvide den. |

47°16′14″N 39°20′29″Ø / 47.270556°N 39.341389°Ø